# Fáras Hamdán
Fáras Hamdán (hebrejsky: פארס חמדאן, Faras Chamdan, arabsky: فارس حمدان;‎ 1910 – 29. listopadu 1966) byl izraelský politik a poslanec Knesetu za stranu Chakla'ut ve-pituach (Zemědělství a rozvoj).

## Biografie a politická dráha
Narodil se v obci Báka al-Gharbíja v tehdejší Osmanské říši (dnes Izrael). Získal středoškolské vzdělání. Patřil do komunity izraelských Arabů.
Od roku 1944 byl starostou Báka al-Gharbíja. Zřídil zde továrnu na zpracování citrusů. V izraelském parlamentu zasedl poprvé po volbách v roce 1951, do nichž šel za stranu Chakla'ut ve-pituach. Byl členem výboru práce. Mandát za Chakla'ut ve-pituach obhájil ve volbách v roce 1955. Stal se členem parlamentního výboru pro vzdělávání a kulturu.